# متالوژی استخراجی غیر آهنی

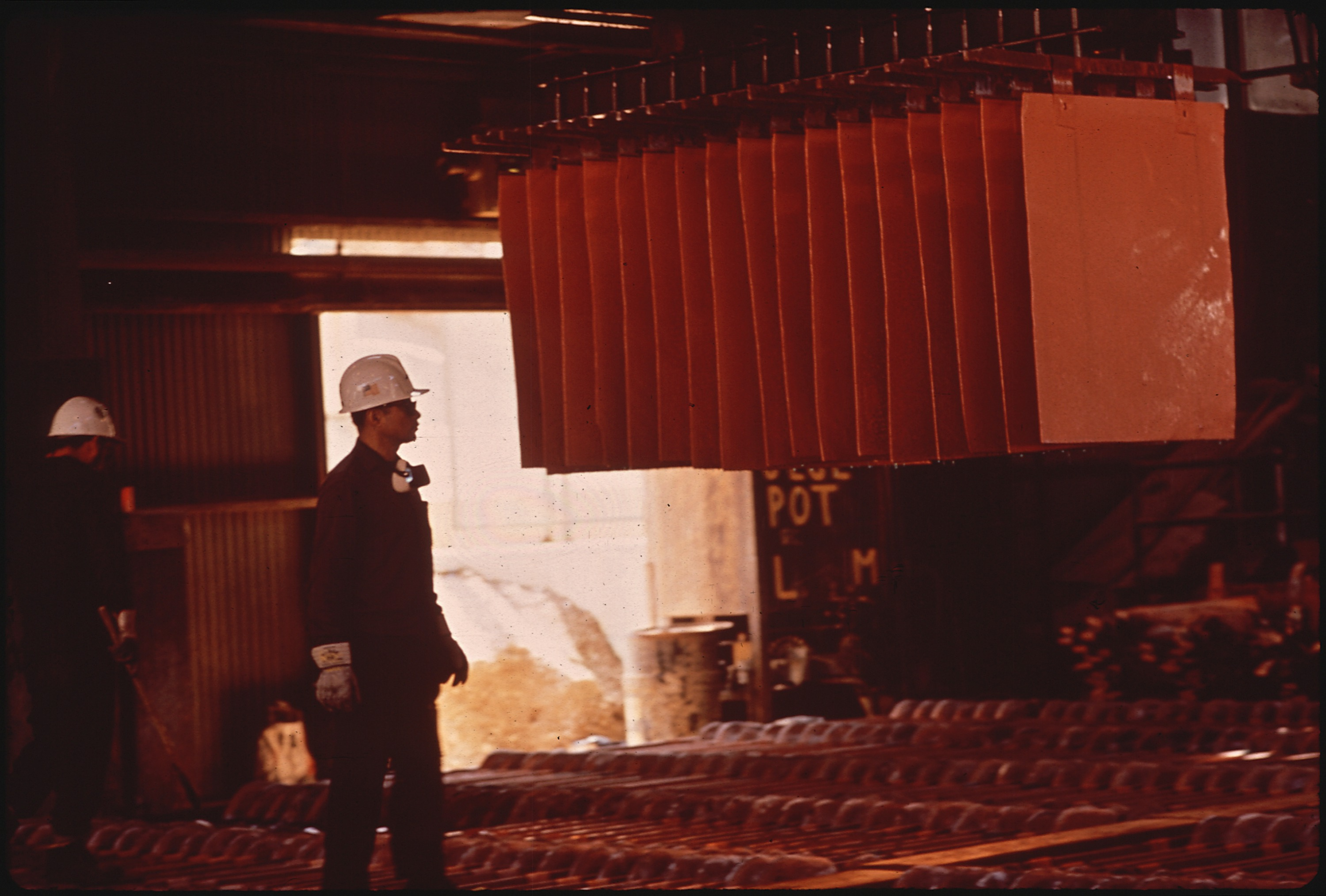
استخراج الکتریکی مس

متالورژی استخراجی غیر آهنی یکی از دو شاخه متالورژی استخراجی است که مربوط به فرایندهای کاهش فلزات ارزشمند و غیر آهنی از سنگ معدن یا مواد اولیه است. فلزاتی مانند روی، مس، سرب، آلومینیوم و همچنین فلزات نادر و نجیب از اهمیت ویژه ای در این زمینه برخوردار هستند، در حالی که فلز رایج تر، آهن، ناخالصی اصلی محسوب می‌شود. مانند استخراج آهنی، استخراج غیر آهنی در درجه اول بر بهینه‌سازی اقتصادی فرایندهای استخراج در جداسازی کیفی و کمی فلزات قابل فروش از ناخالصی‌های آن (کلوخه سنگ) تمرکز دارد.
در یک سیستم اقتصادی کارآمد هر فرایند استخراج شامل دنباله ای از مراحل یا فرایندهای واحد برای جداسازی فلزات بسیار خالص از موادی که مد نظر نیستند می‌باشد. فرایندهای واحد معمولاً به سه دسته تقسیم می‌شوند: پیرومتالورژی، هیدرومتالورژی و الکترومتالورژی. در پیرومتالورژی، سنگ معدن فلز ابتدا از طریق کباب شدن یا گداخته شدن اکسایش می‌شود. در مراحل بعدی فلز مورد نظر در دماهای بالا تصفیه شده و به شکل خالص آن تبدیل می‌شود. در هیدرومتالورژی، فلز مد نظر ابتدا با استفاده از یک واکنش شیمیایی از سایر مواد جدا می‌شود که سپس با استفاده از الکترولیز یا رسوب به صورت خالص استخراج می‌شود. سرانجام، الکترومتالورژی به‌طور کلی شامل پردازش الکترولیتی یا الکترو گرمایی است. سنگ معدن فلزی یا در یک محلول الکترولیت یا اسید تقطیر می‌شود، سپس به صورت مغناطیسی بر روی صفحه کاتدی (استخراج الکتریکی) قرار می‌گیرد. یا گداخته می‌شود و سپس با استفاده از یک قوس الکتریکی یا کوره قوس پلاسما (راکتور الکترووترمیک) ذوب می‌شود.
تفاوت عمده دیگر در استخراج غیر آهنی، تأکید بیشتر بر به حداقل رساندن تلفات فلز در سرباره است. این به دلیل کمیابی و ارزش اقتصادی استثنایی برخی از فلزات غیر آهنی است که ناگزیر در طی فرایند استخراج تا حدی دور ریخته می‌شوند. بنابراین، کمیابی منابع مواد و کمبودها نگرانی زیادی برای صنعت غیر آهنی دارند. تحولات اخیر در متالورژی استخراج غیر آهنی اکنون بر پردازش مجدد و بازیافت فلزات نادر و غیر آهنی از مواد اولیه ثانویه (قراضه) موجود در گورستان ضایعات تأکید دارد.

## تاریخ

### سابقه متالورژی استخراجی غیر آهنی
به‌طور کلی، سابقه استخراج فلزات، به ویژه مس، دو مرحله اساسی را شامل می‌شود: اول، گداختن سنگ مس در دماهای بالاتر از ۷۰۰ درجه سانتیگراد برای جدا کردن کلوخه سنگ از مس، لازم است. دوم، ذوب مس، که به دمای بالاتر از نقطه ذوب آن ۱۰۸۰ درجه سانتیگراد نیاز دارد. با توجه به فناوری موجود در آن زمان، دستیابی به این دمای شدید یک چالش مهم را ایجاد کرد. گدازکارهای اولیه روشهایی را برای افزایش مؤثر دمای گداختن با تغذیه آتش با جریان اجباری اکسیژن ایجاد کرد.
به‌طور ویژه، استخراج مس از منافع بزرگ در مطالعات متالوژی کهن است از زمانی که مس بر دیگر فلزات در بین‌النهرین از اوایل عصر مسی تا اواسط و اواخر قرن ششم قبل از میلاد چیره شد. فقدان توافق عام در میان باستان شناسان متالوژی در مورد منشأ متالورژی استخراجی غیر آهنی وجود دارد. برخی از محققان معتقدند که ممکن است متالورژی استخراجی در چندین نقطه از جهان به‌طور همزمان یا مستقل کشف شده باشد. اولین استفاده شناخته شده از استخراج پیرومتالورژی از مس در بلوود، شرق صربستان، از اواخر هزاره ششم تا اوایل هزاره پنجم قبل از میلاد اتفاق افتاد. با این وجود شواهدی از گداختن مس در طال ابلیس، جنوب شرقی ایران نیز وجود دارد که مربوط به همین دوره است. در این دوره، گدازکارهای مس برای استخراج مس از چاله‌های بزرگ از داخل رشدکنندهٔ پر شده از زغال‌سنگ یا بوته چینی استفاده می‌کردند، اما تا هزاره چهارم قبل از میلاد این عمل به نفع کوره ذوب، که ظرفیت تولیدی بیشتری داشت، به تدریج کنار گذاشته شد. از هزاره سوم به بعد، اختراع کوره ذوب قابل استفاده مجدد برای موفقیت تولید انبوه مس و گسترش نیرومند تجارت مس در عصر برنز حیاتی بود.
اولین اشیاء ساخته شده از نقره در اواخر هزاره چهارم قبل از میلاد در آناتولی، ترکیه شروع به ظاهر شدن کرد. استخراج نقره ماقبل تاریخ به شدت با استخراج فلز با ارزش کمترسرب مرتبط است. اگرچه تاریخ شواهد فناوری استخراج سرب حداقل به ۳ هزاره قبل از زمان شروع استخراج نقره بر می‌گردد. استخراج‌های نقره و سرب نیز به این دلیل مرتبط هستند که سنگ معدن نقره دار (بلبرینگ مسی) که در این فرایند استفاده می‌شود اغلب حاوی هر دو عنصر است.
به‌طور کلی، بازیابی نقره کهن به سه مرحله تقسیم می‌شود: اول، سنگ معدن سرب-نقره برای جدا کردن نقره و سرب از کلوخه سنگ، سوزانده می‌شود. فلزات سپس در دمای بالا (بیشتر از ۱۱۰۰ درجه سانتیگراد) در بوته آهنگری ذوب می‌شوند در حالی که هوا بر روی فلز مذاب (قالگری) دمیده می‌شود. سرانجام، سرب به منظور ایجاد مونوکسید سرب (PbO) اکسیده می‌شود یا به دیواره‌های بوته آهنگری جذب می‌شود و نقره تصفیه شده را به جا می‌گذارد.
روش قالگری سرب-نقره برای اولین بار در بین‌النهرین بین ۴۰۰۰ تا ۳۵۰۰ سال قبل از میلاد استفاده شد. آثار باستانی نقره، با قدمت حدود ۳۶۰۰ سال قبل از میلاد مسیح، در نقده مصر کشف شد. برخی از این مصنوعات نقره ای حاوی کمتر از ۰/۵ درصد سرب بودند که این امر به شدت بیانگر قالگری است.

### قالگری آنگلوساکسونی از اوایل تا اواخر

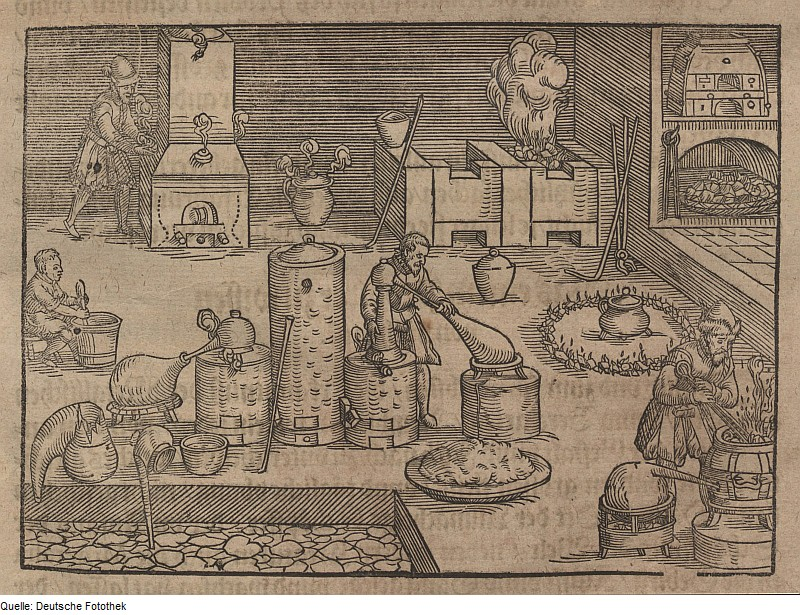
کارخانه گداخت قرون وسطایی

قالگری همچنین در اواخر قرن نهم تا دهم میلادی در مناطقی از اروپا برای استخراج طلا، نقره، روی و قلع استفاده می‌شد. در اینجا، یکی از اولین نمونه‌های فرایند واحد یکپارچه برای استخراج بیش از یک فلز گرانبها برای اولین بار توسط تئوفیلوس در حدود قرن دوازدهم معرفی شد. ابتدا سنگ معدن طلا و نقره در درون بوته آهنگری ذوب می‌شود، اما مقدار زیادی سرب وجود دارد. گرمای شدید سپس سرب را اکسیده می‌کند که به سرعت واکنش نشان می‌دهد و با ناخالصی‌های موجود در سنگ معدن طلا و نقره پیوند شیمیایی برقرار می‌کند. از آنجا که هم طلا و هم نقره دارای واکنش پذیری کمی نسبت به ناخالصی‌ها دارند، پس از برداشته شدن سرباره (کلوخه سنگ)، بر جای باقی می‌مانند. مرحله آخر شامل جدایی است که در آن نقره از طلا جدا می‌شود. ابتدا آلیاژ نقره-طلا با چکش به شکل ورق‌های نازک در می‌آید و درون یک ظرف قرار می‌گیرد. سپس این ورق‌ها در ادرار پوشانده می‌شود، که حاوی کلرید سدیم (NaCl) است. پس از آن در ظرف بسته می‌شود و برای چند ساعت حرارت داده می‌شود تا کلریدها به نقره متصل شوند تا ایجاد کلرید نقره (AgCl) کنند. سرانجام برای بازیابی نقره، پودر کلرید نقره برداشته شده و گداخته می‌شود، در حالی که طلای خالص دست نخورده باقی می‌ماند.

### هیدرومتالورژی در چین باستان
در خلال سلسله سونگ، تولید مس چین از معادن داخلی رو به کاهش بود و کمبودهای حاصل از آن باعث شد که معدنچی‌ها به دنبال روش‌های جایگزین برای استخراج مس باشند. کشف یک «فرایند مرطوب» جدید برای استخراج مس از آب معدن بین قرن یازدهم و دوازدهم آغاز شد، که به معضل کمبود منابع آن‌ها کمک کرد.
مشابه روش آنگلوساکسون برای قالگری، چینی‌ها از یک فلز پایه برای استخراج فلز مورد نظر از ناخالصی‌ها استفاده کردند. ابتدا، فلز پایه، آهن، با چکش به شکل ورق‌های نازک در می‌آید. سپس این ورق‌ها درون سنگابی مملو از «آب زاج»، یعنی آب معدنی مس که برای چند روز در آن باقی مانده‌است، قرار می‌گیرد. آب معدن حاوی نمک مس به شکل سولفات مس CuSO
4 است. آهن سپس با مس واکنش نشان می‌دهد، که طی آن مس را از یون‌های سولفات جدا می‌کند و باعث رسوب مس بر روی ورق‌های آهن می‌شود و یک پودر «مرطوب» تشکیل می‌دهد. سرانجام، مس رسوب شده از طریق فرایند گداختن سنتی جمع‌آوری و بیشتر خالص سازی می‌شود. این اولین استفاده مقیاس بزرگ از یک فرایند هیدرومتالورژی است.